# Saison 18 des Enquêtes de Murdoch
Chronologie
Saison 17
La dix-huitième saison des Enquêtes de Murdoch est constituée de vingt-deux épisodes.

## Synopsis
Le poste 4 accueille son nouvel inspecteur en chef, Albert Choi. Murdoch, lui, a toujours fort à faire avec un meurtre lors d'une convention de Charles Dickens, le vol du plus gros rubis du monde ou encore un rôle de garde du corps pour une star de cinéma muet.

## Distribution

### Acteurs principaux
- Paul Sun-Hyung Lee : Inspecteur en chef Albert Choi[2]
- Yannick Bisson (VF : Jean-Philippe Puymartin) : Détective William Murdoch
- Thomas Craig (VF : Patrice Dozier) : Inspecteur Thomas Brackenreid
- Jonny Harris (VF : Luc Arden) : Agent George Crabtree
- Hélène Joy (VF : Dominique Westberg) : Dre Julia Ogden

### Acteurs récurrents
- Arwen Humphreys (VF : Marie-Laure Dougnac) : Margaret Brackenreid
- Daniel Maslany (VF : Christophe Lemoine) : Inspecteur Llewellyn Watts
- Shanice Banton (VF : Fily Keita) : Dre Violet Hart
- Clare McConnell (VF : Kahina Tagherset) : Fiona « Effie » Newsome-Crabtree
- Lachlan Murdoch (VF : Philippe Bozo) : Agent Henry Higgins
- Kenzie Delo : Agent Tucker
- Bea Santos : Louise Cherry
- Kataem O'Connor : Agent Teddy Roberts

### Invités
- Peter Keleghan (VF : Lionel Henry) : Terrence Meyers[3]
- Peter Stebbings (VF : Alexis Victor) : James Pendrick
- Siobhan Murphy (en) (VF : Véronique Picciotto) : Ruth Higgins-Newsome[1]
- Kennedy Bre Hall / Quinn Rae Hall : Susannah Murdoch
- Mark Taylor : Isaiah Buchanan
- Rebecca Liddiard (en) : Tippy Longfellow[3]
- Elaine Lui (en) : Gail[3]
- Daniel Kash (en) : Bertram Gower[3]
- Dennis Cutts : le premier ministre H.H. Asquith
- Luann de Lesseps (en) : Noelle Victoria[4]
- Dave Quinn : l'assistant[5] (épisode 21)

## Liste des épisodes

### Épisode 1:La nouvelle recrue
- Canada : 30 septembre sur CBC Gem
- Canada : 7 octobre 2024 sur CBC

- Dan Mousseau : Franklin
- Michael Swatton : Samuel Baker
- Bill Turnbull : Byron
- Luis Fernandes : Tony Petrucci
- Flint Eagle : Joseph
- Robert Blake : Reconstitueur

### Épisode 2:Seul Murdoch dans le bâtiment
- Canada : 14 octobre 2024 sur CBC

- Neil Crone : Avocat de la couronne Alister Gordon
- Mark Caven : Chadwick Vaughan
- Joshua Peace : M. Holland
- Stuart Dowling : Juge
- Will Bowes : Avocat de la défense
- Scott Anderson : Stanley Lester
- Nathan Hoppe : Agent McNabb
- Alisa Yasnaya : Miss Fink
- R.H. Thomson : Inspecteur en chef Stewart

### Épisode 3:C'est quoi ce Dickens?!
- Canada : 21 octobre 2024 sur CBC

- Carolina Bartczak : Lila Chester
- Michael Pollard : Dirk Datchery
- Anand Rajaram : Clayton Selweed
- Darla Contois : Tanis Stony Dickens
- Joyce Rivera : Cuisinière
- Stephen Marshall : Patrick Tavistock

### Épisode 4:Donne-moi un abri
- Canada : 28 octobre 2024 sur CBC

- Juno Rinaldi : Caroline Robinson
- Tommie-Amber Pirie : Olivia Leeming
- Cody Ray Thompson : Alfred Hawes
- Jason Weinberg : Frank Byers
- Neil Girvan : Barry Tallow
- Chiamaka Glory : Ethel
- Cyrus Faird : Vincenzo Tamanini
- Timothy Ng : Jerry Lin
- Roger Clown : Seamus
- Bianca Rusu : Mysha Boyko

### Épisode 5:Une starlette est née
- Canada : 4 novembre 2024 sur CBC

- Carlos Gonzalez-Vio : Cal Whitman
- Callan Potter : Alexander Deverill-Deverill
- Kent Sheridan : Hooter McCoy
- Hershel Blatt : Bartholomew Quint
- Dash Grundy : Chet

### Épisode 6:Le lien Murdoch
- Canada : 11 novembre 2024 sur CBC Gem
- Canada : 18 novembre 2024 sur CBC

- Meegwun Fairbrother : Leopold Hudson
- Ted Atherton : Père Jimmy Wilde
- Krista Jang : Daphne Fitzwilliam
- Christian Potenza : Edmund Tincton
- Vas Saranga : Lionel Dawson
- Stephen Joffe : John Caine
- Luis Fernandes : Tony Petrucci
- Paul Irving : Agent Paul
- Jessica Pontes : Femme
- Eleanor Zichy : Passante
- Liam Seamus Murphy : Dr Bethell
- Nicolina Longo : Vocaliste (non créditée)

### Épisode 7:La mesure de mes rêves
- Canada : 18 novembre 2024 sur CBC Gem
- Canada : 25 novembre 2024 sur CBC

- Mac Fyfe : Frank Ryan
- Dan Beirne : Shane McCowan
- Michael Hough : McBride
- Thomas Mitchell Barnet : Jimmy Murphy
- Travis Nelson : Joseph Grayson
- Merle Newell : Amanda
- Alison Brooks : Beatrice
- Felipe Aukai : Dan Murphy
- Maria Syrgiannis : Camilla
- Candice Gilliam : Sally McLennane
- Sherry Schell : Personne de l'Armée du Salut
- Hanneke Talbot : Kristy

### Épisode 8:Bienvenue au paradis
- Canada : 6 janvier 2024 sur CBC

- Hannah Cheesman : Myra Perkins
- Nicolas Van Burek : Nicolai Kinsky
- Andy Trithardt : Percival Magnus
- Erin Mick : Gertrude Klobenfelster
- Glen Michael Grant : Joel McAfee
- Dave Dewar : Guthrie Blaine
- Michael Orr : Clark Diggs

### Épisode 9:Quand le caoutchouc rencontre  la route
- Canada : 13 janvier 2024 sur CBC

- Lucy Hill : Iona Berger
- Ali Kazmi : Clyde Dewala
- Ron Lea : Roy Bosworth
- David D'Lancy Wilson : Frances Farrow
- Slavic Rogozine : Sergei Dimitrov
- John Fray : Noel Bishop
- Ed Pinker : Roman Bosworth
- Marco Timpano : le boulanger
- Nick Hendrik : le piqueur
- Patric Masurkevitch : le marchant
- Christian Rose : le vendeur de journaux

### Épisode 10:Les hommes qui ont vendu le monde
- Canada : 20 janvier 2024 sur CBC

- Eric Osborne : Wendall Stewart
- Caitlin McNerney : Midge
- Hrant Alianak : Klaus
- Donal Logue : Détective Ronald Perle
- Peter Cockett : Alexander Sims
- Clive Walton : Henrik Bohls
- Michaela May : Doreen
- Zac Kara : Clive
- Aqyila : Eudora Nadeau
- Claire Acott : Evelyn
- Blair Purcell : le chauffeur
- Wayne McNamara : Ashford
- Joey Coleman : Noah Everett

### Épisode 11:Bombes
- Canada : 27 janvier 2024 sur CBC

- Zoie Palmer : Lucy Renshaw
- Richard Waugh : Lord Louis Lancen
- Seana McKenna : Christabel Abbott
- Allan James Cooke : John Newman
- Philippa Domville : Beverly Caverton
- Robin Wilcock : Inspecteur Dodd
- Sarah Deakins : Lavinia Schlegel
- Ewan Wood : Perry Solano
- Ryan Bannon : Charlie Lessing
- Jordan Longley : le barman
- Tom Blumberg : le journaliste
- Jason Lemmon : le garde

### Épisode 12:L'étoile de Mandalay
- Canada : 3 février 2024 sur CBC

- Michael Hanrahan : James Trick Chaney
- Amy Rutherford : Dr. Elise Trembly
- Sylvia De Fanti : Wolfie Mandelbaum
- Nathaniel Bacon : Kenneth Sanborne
- Rick Miller : Harrison Olyphant
- Madelyn Kriese : Ruby Mae Kirby

### Épisode 13:Le mauvais homme
- Canada : 10 février 2024 sur CBC

- Mark Caven : Chadwick Vaughan
- Joey Coleman : Noah Everett
- Taylor Hubbard : Cora Hastings
- Calwyn Shurgold : Bill Rotta
- Len Greenaway : Wayne Minniman
- Beatriz Yuste : Mme Erikson
- Alan Van Sprang : Selby Drew
- Olivia Neary-Hatton : Ella Thurstan
- Ho Chow : Min Lu
- John Healy : Ned
- Lisa Langlois : Ida McKay
- Casey Stephen Jack : le supporter
- Tony Sciara : l'ouvrier
- Adam Brown : Max Crisp
- Grace Gordon : Bridget Thurston

### Épisode 14:Un meurtre des plus commodes
- Canada : 13 février 2024 sur CBC

- Lucy Hill : Iona Berger
- Fuad Ahmed : Jay Kahn
- Marie Dame : Helen Dooley
- Riley Davis : Chris Yammel
- Macy Drouin : Michelle Alber
- Dylan Roberts : Fred Alber
- Yuyi Lone : Ming
- Erin Mackey : Ginny Fisher
- Shel Goldstein : la vieille femme
- Carson Pinch : l'homme

### Épisode 15:Quand les yeux desIrlandais mentent
- Canada : 24 février 2024 sur CBC

- Mac Fyfe : Frank Ryan
- Mark Griffin : Jimmy Mitchell
- Ruth Goodwin : Laoise Ryan
- John Fleming : Brian Keyes
- Hailey Summer : Sarah
- Deb Filler : Estelle
- Angel Issa : le conseiller
- Ryan Turner : le voyou protestant

### Épisode 16:La barbe de Shakespeare
- Canada : 3 mars 2024 sur CBC

- Andrew Chown : Allen Courtland
- Jordan Clark : Connie Courtland
- Chris Hong : Beau Bahn
- Dani Jazzar : le voisin curieux
- Laurie Paton : Margo Tooley
- Aris Tyros : Alfred Armin

### Épisode 17:La mort de James Pendrick
- Canada : 10 mars 2024 sur CBC

- Glenda Braganza : Ashmi Desai
- Christine Horne : Svetlana Tsiolkovsky
- Michael Chan : le comptable

### Épisode 18:Les aventures incroyables et étonnantes de l'agent George
- Canada : 17 mars 2024 sur CBC

- Brandon McGibbson : Charles Chalk
- Evan Stern : Philip Armstrong
- Laurent Pitre : Vernon Lloyd
- Bryan Hatt : le témoin ivre
- Paul Thomas : le compagnon de cellule
- Brooker Muri : le garde
- Patricia Lavres : la curieuse
- Christian Rose : le vendeur de journaux

### Épisode 19:L'héritier du chien
- Canada : 24 mars 2024 sur CBC

- Molly Atkinson : Wilma Fruling

- Mark Robert Edwards : Howard MacDonald
- Lucy Hill : Ilona Berger
- Connor McMahon : Christopher Landell
- Kimberly-Sue Murray : Emma Bowerman
- Tommie-Amber Pirie : Olivia Leeming
- Diana Bentley : Mlle Vosper
- Stefanie Drummond : Mlle Sandler

### Épisode 20:La Poste
- Canada : 31 mars 2024 sur CBC

- Kevin Bundy : Torquil Etter
- Lauren Collins : Anna Campbell
- Elias Edraki : Gavin Campbell
- Allegra Fulton : Juliet Medland
- Dylan Hawco : Billy Randal
- Emmanuel Kabongo : Ephraim Currant
- Nile Seguin : Nathan Martineau
- Erick Fournier : M. Pullman
- Stephanie Moore : Mme Gregoire
- Husnain Sher : le réceptionniste

### Épisode 21:Le corps électrique
- Canada : 7 avril 2024 sur CBC

- Mark Caven : Chadwick Vaughan
- Luis Fernandes : Tony Petrucci
- Georgia Grant : Moira Johnson
- Seth Mohan : Harman Virk
- Megan Murphy : Mavis Cain
- Geoff Rutherford : Artemis
- Gianpaolo Venuta : Bobby Marano
- Devon Hyland : M. Frye
- Emily Shelton : la logeuse
- Brian Bosworth : le conducteur de car
- Taylor Hanson Whittaker : M. Beckham
- Shawn Gordon Fraser : le journaliste
- Bryant Karner : M. Kerr

### Épisode 22:Nous prenons soin des nôtres
- Canada : 14 avril 2024 sur CBC

- Mark Caven : Chadwick Vaughan
- Luis Fernandes : Tony Petrucci
- Emmanuel Kabongo : Ephraim Currant
- John Cleland : Ardal O'Donnell
- Mal Dassin : Mark Colangelo
- Mac Fyfe : Frank Ryan
- Carson Manning : Dr. Steven Mccready
- Roderick McNeil : Liam Trout
- Travis Nelson : Joseph Greyson
- Kataem O'Connor : Agent Teddy Roberts
- Katherine Ryan : Kiera Ryan
- Gianpaolo Venuta : Bobby Marano
- Frank Spadone : Miller
- Gavin Williams : le patron